# حصن آل مكوم (حجر الصيعر)

تعديل مصدري - تعديل

حصن آل مكوم هي إحدى قرى عزلة حجر الصيعر بمديرية حجر الصيعر التابعة لمحافظة حضرموت، بلغ تعداد سكانها 55 نسمة حسب تعداد اليمن لعام 2004.